# Stadio dei Marmi

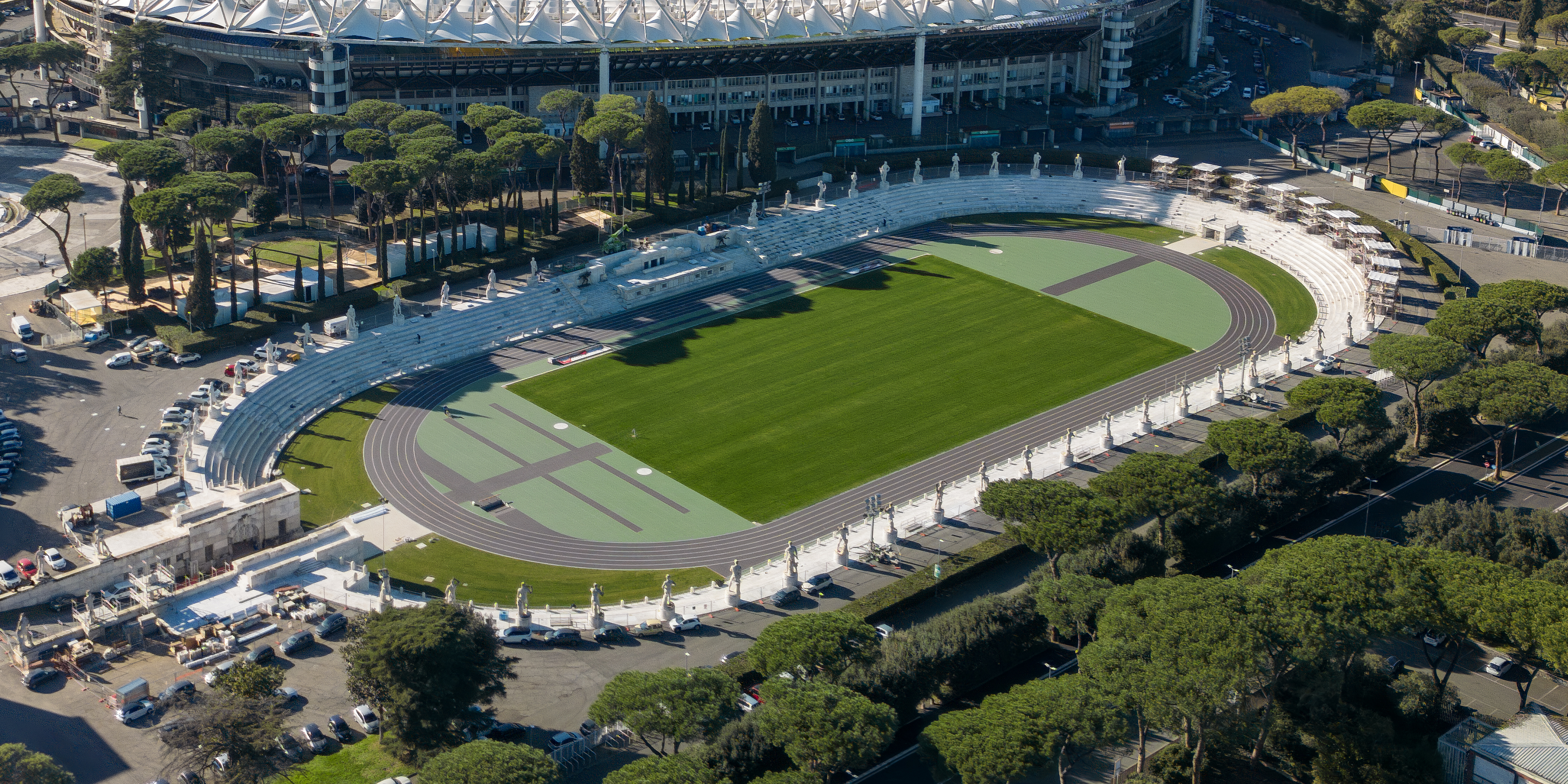
Das Stadio dei Marmi von oben gesehen

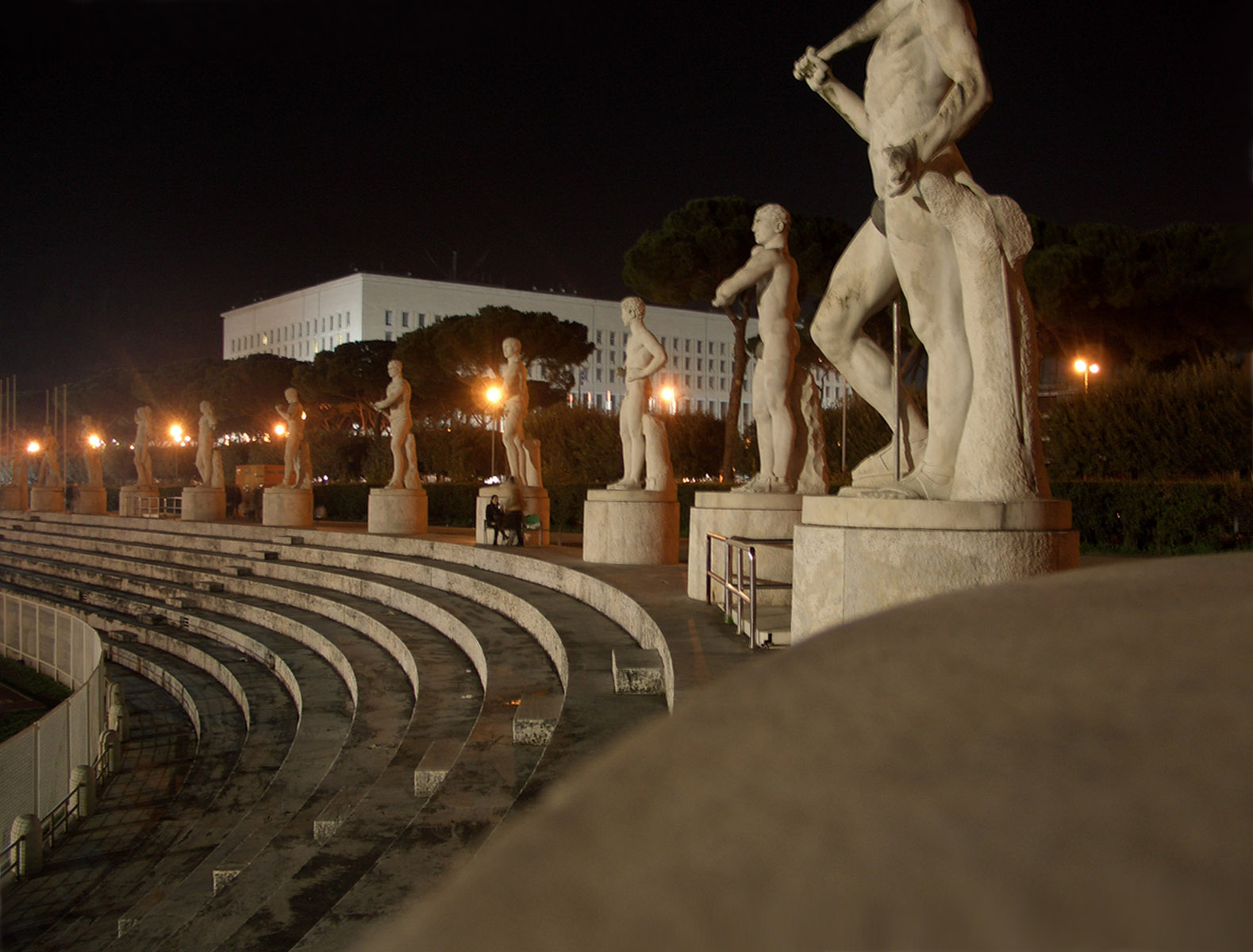
Teilansicht des Stadions mit Monumentalstatuen

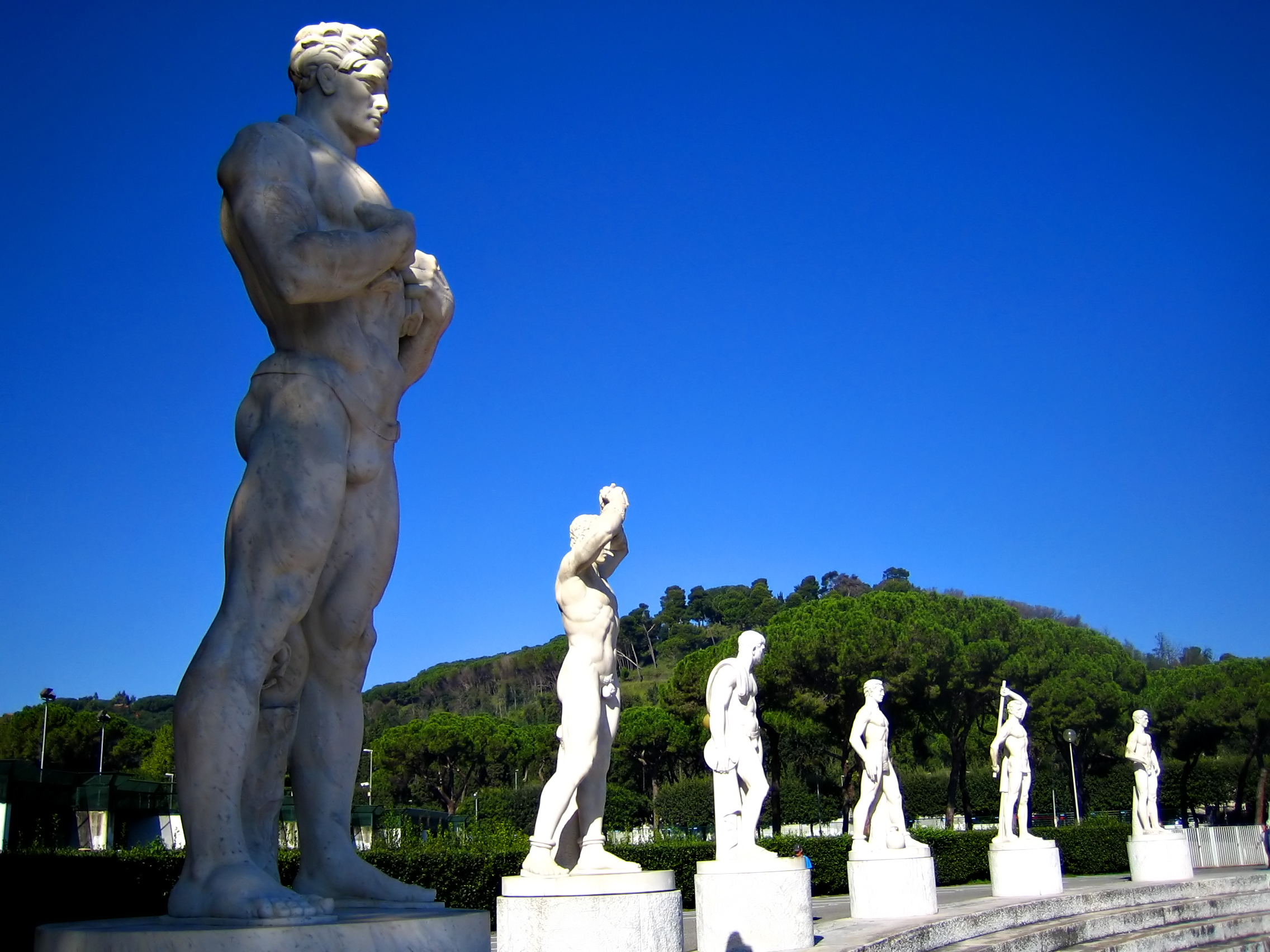
Monumentalstatuen

Das Stadio dei Marmi (Marmorstadion) ist ein Sportstadion auf dem Foro Italico (früher Foro Mussolini), ein Teil eines monumentalen Sportkomplexes, der aus dem Olympiastadion Rom, Palazzo delle Terme, Piazzale del Impero, Casa delle Armi, Tennisanlagen, dem Mussolini-Obelisken, dem Sphärenbrunnen und weiteren Bauwerken und Anlagen besteht. 

## Geschichte
Der Sportkomplex wurde im Rahmen der Überlegungen zum neuen Stadterweiterungsplan bereits in der sogenannten Variante generale (1925–1926), einem hauptsächlich von Marcello Piacentini redigierten Variantenplan zum Stadterweiterungsplan von 1909, angedacht. Verantwortlich für die Gesamtplanung des Geländes und die meisten der ersten Sportstätten war Enrico Del Debbio, so auch für das zwischen 1928 und 1932 entstandene Stadion.
Das bis zu 20.000 Besucher fassende Stadio dei Marmi wurde als Bestandteil einer Akademie für Sport genutzt, das es zum sportlichen Training seiner Studenten nutzte. Später diente es zunächst der paramilitärischen, auf körperliche Ertüchtigung ausgerichteten Jugendorganisation des faschistischen Regimes, der Opera Nazionale Balilla. Heute wird es von der Comitato Olimpico Nazionale Italiano betrieben, das am 10. Juli 1914 als Teil des Internationalen Olympischen Komitees (IOC) gegründet wurde. 
Das Stadion in ovaler Form ist aus acht Stufen aus Marmor abgetreppt hochgebaut. Heute säumen den oberen Abschluss 59 monumentale Marmorstatuen, die aus verschiedenen italienischen Städten beigesteuert worden sind; ursprünglich waren es 60. Porträtiert sind Athleten im klassischen Stil, wobei jeder Athlet eine Provinz von Italien darstellen soll. Die auf Sockeln stehenden Marmorstatuen aus Carrara-Marmor sind etwa 5,50 Meter hoch.
Am 4. November 1932, nach Abschluss der Feierlichkeiten zum zehnten Jubiläum des Marsches auf Rom, weihte Benito Mussolini die erste Gruppe von Bauten ein: den Palazzo dell’Accademia Fascista, den Mussolini-Obelisk und das Stadio dei Marmi. Mit diesem Stadion versuchten die Faschisten Italiens, an die römische antike Baukunst anzuknüpfen, die Stadien mit bekrönenden marmornen Statuen erstellten. Die Marmorstatuen des Stadio dei Marmi versinnbildlichen in ihrer Form und Aussage das Bild von athletischen Herrenmenschen.
Im Stadio dei Marmi fand die Eröffnungsfeier der Schwimmweltmeisterschaften 2009 statt.